# Олимпия де Гуж
Оли́мпия де Гуж (фр. Olympe de Gouges), собственно Мари́ Гуз (фр. Marie Gouze, 7 мая 1748 года, Монтобан, Тарн и Гаронна — 3 ноября 1793 года, Париж) — французская писательница и журналистка, драматург, философ, политический деятель, автор «Декларации прав женщины и гражданки», отклонённой Национальным конвентом (1791).

## Биография
Мари Гуж родилась в Монтобане в семье мясника. Однако «весь Монтобан знал», что её истинным отцом был поэт Жан-Жак Лёфран, маркиз де Помпиньян, известный полемикой с Вольтером. В 1765 году её выдали за поставщика Луи Обри, человека из окружения нового интенданта провинции, которого она не любила и который, по её собственным словам, не обладал ни богатством, ни знатностью. Она говорила об этом так: «Я была принесена в жертву безо всякого резона, который мог бы компенсировать отвращение, которое я чувствовала к этому человеку». Впрочем, её муж через год умер, оставив ей новорождённого сына Пьера.
В 1770 году она переехала в Париж, где приняла имя Олимпия. В 1773 году сошлась с богатым чиновником Жаком Бьетри де Розьером, связь с которым была прервана только революцией. Благодаря его финансовой поддержке де Гуж смогла вести «благородный» образ жизни: она стала вхожа в лучшие салоны и с 1774 года фигурировала в справочниках знатных особ Парижа. В салонах она познакомилась с писателями Лагарпом, Мерсье, Шамфором, а также с публицистом Бриссо и философом Кондорсе, будущими лидерами жирондистов. С того же времени де Гуж начала самостоятельную писательско-публицистическую деятельность: в 1784 году она написала аболиционистскую драму «Замора и Мирза, или Счастливое кораблекрушение», которую опубликовала в 1788 году (с приложением эссе «Размышление о неграх»); в декабре 1789 года драма была поставлена в «Комеди Франсез» под названием «Рабство негров», но снята после трёх представлений. В 1790 году написала другую аболюцинистскую пьесу «Рынок негров». После публикации «Размышления о неграх» де Гуж стала членом Общества друзей негров.
Революцию де Гуж встретила восторженно. При этом она сблизилась с кругом, образовавшим партию жирондистов, и вошла в «Социальный кружок» Софи де Кондорсе, жены известного философа и математика Никола Кондорсе. В своей публицистике революционной поры де Гуж отстаивала равноправие женщин; особенно она прославилась программным сочинением «Декларация прав женщины и гражданки». Знаменитыми стали её слова: «женщина имеет право подниматься на эшафот; она должна также иметь право всходить на трибуну». Она одной из первых призывала к установлению права на развод (что в конце концов было декретировано по инициативе жирондистов), а также к отмене церковного брака и замене его гражданским контрактом. Также она выступала за права незаконнорождённых детей, за создание родильных домов, национальных мастерских для безработных и ночлежек для бездомных.
После свержения монархии де Гуж стала выступать как последовательная противница террора. Она осудила Сентябрьскую резню, написав, что «кровь, даже виновных, проливаемая с жестокостью и изобилием, навечно пятнает Революцию», и особо обвиняла Марата, как одного из инициаторов циркуляра 3 сентября, призывавшего распространить избиение заключённых на всю Францию. Она выступала в защиту Людовика XVI во время суда над ним и даже предлагала свою помощь его адвокату.

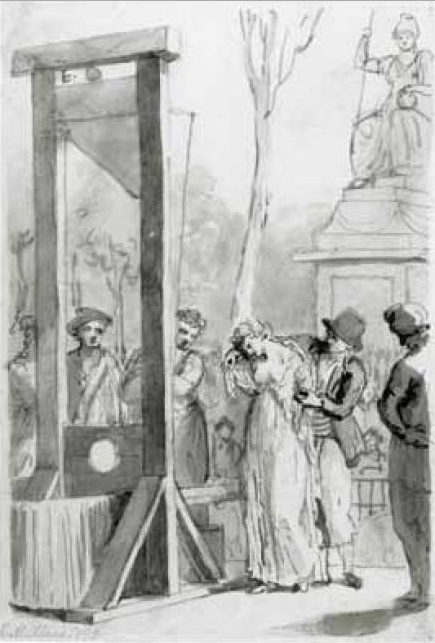
Казнь Олимпии де Гуж

Летом 1793 года, вскоре после изгнания жирондистов из Конвента, опубликовала политический памфлет «Три урны, или Спасение отечества воздушным путешественником» (1793), в которой призывала провести плебисцит, на котором народ бы сам решил, какой государственный строй для него предпочтительнее: единая неделимая республика (проект якобинцев), федералистская республика (проект жирондистов) или конституционная монархия (проект фельянов). По выходе памфлета она была 6 августа арестована как контрреволюционерка. Во время обыска якобинцы не смогли найти в её квартире никаких бумаг, но де Гуж сама указала им место, где был спрятан её архив, который повлёк за собой арест. Де Гуж считала, что образцово революционное содержание её бумаг является свидетельством её невиновности; однако обвинение ухватилось за начатую ею (был написан первый и половина второго акта) драму «Спасённая Франция, или Низверженный с трона злодей», посвящённую свержению монархии за год до того. В отрывке была выведена Мария-Антуанетта, строящая козни против народа — это дало повод обвинению утверждать, что, изображая королеву, де Гуж стремилась тем вызвать к ней сочувствие. Вопреки закону адвокат де Гуж предоставлен не был — трибунал заявил, что она сама способна защитить себя. Находясь в тюрьме, де Гуж с помощью друзей опубликовала свои последние работы: «Олимпия де Гуж перед революционным трибуналом», где она рассказала о подробностях её процесса, и «Преследование патриотки», в которой она осудила террор. Трибунал приговорил де Гуж к смерти «за подстрекательство к мятежу против единой и неделимой республики». Очевидцы отмечали мужество, с которым она встретила казнь. Её последние слова были такими: «Дети отечества отомстят за мою смерть».

## Признание
Жизни Олимпии де Гуж посвящён роман Женевьевы Шовель «Олимпия» (1987). В 1989 году композицию в её честь создал Нам Джун Пайк. 6 марта 2006 года одна из парижских площадей (3-й округ) была названа именем Олимпии де Гуж. Её имя носят также несколько учебных заведений в различных городах Франции (Монпелье, Ренн, Тулуза), театр в Монтобане и другое.